# اسکات کلی
اسکات جوزف کلی (به انگلیسی: Scott Joseph Kelly) فضانورد اهل ایالات متحده آمریکا است که در ۲۱ فوریهٔ ۱۹۶۴ میلادی در اورنج، نیوجرسی زاده شد. وی در مأموریت اس‌تی‌اس-۱۰۳، اس‌تی‌اس-۱۱۸، اکسپدییشن ۲۵، ۲۶، سایوز تی‌ام‌ای-۰۱ام و اکسپدبیشن45 حضور داشته‌است.